# سیارک ۷۱۷۸
سیارک ۷۱۷۸ (به انگلیسی: 7178 Ikuookamoto، نامگذاری:1990VA3) هفت هزار و صد و هفتاد و هشتمین سیارک کشف شده‌است که در ۱۱ نوامبر ۱۹۹۰ کشف شد.
قدر مطلق سیارک برابر ۱۳٫۶۰ است.